# Agilulfo
Agilulfo (fl. 616) fue un rey de los lombardos de Italia (590-616). Sucesor de Autario, Agilulfo, fue uno de los grandes reyes lombardos, cuyo reino consolidó, aumento y estabilizó. En algunos textos se dice que era de origen turingio, aunque es posible que tal declaración se deba a una mala interpretación y confusión con su título de duque de Turín.

## Ascenso al trono

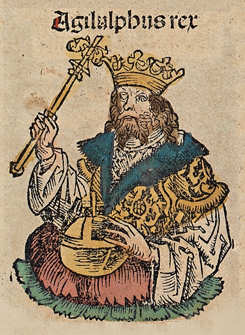
Agilulfo (fragmento de Las Crónicas de Núremberg

Poco se sabe con seguridad sobre la vida de Agilulfo anterior a su ascenso al trono. Se sabe que fue duque de Turín, sucediendo a Aimone, en una fecha imprecisa anterior al 589. En la Historia Langobardorum se dice que tenía parentesco por parte de madre con Autario, aunque el historiador Hartmann duda de esa relación.
En la Historia Langobardorum de Pablo el Diácono se cuenta la leyenda de forma romántica de la inesperada muerte del rey Autario y de cómo la reina Teodelinda eligió al Duque de Turín como esposo y por lo tanto sucesor en el trono. El hecho, de que los sucesos relacionados debieron de tener lugar, en todo caso, dentro de los dos meses de la muerte de su primer marido, le quita mucho del encanto a esta saga y añade algo a su improbabilidad. Lo más probable es Agilulfo se apoderó de la corona y se casó con Teodelinda, la nieta del rey Vacone, para dar su título real alguna pretensión de legitimidad, aunque no se pueda afirmar en ningún caso que lo hiciera con violencia
Agilulfo y Teodelinda se casaron en noviembre de 590, verosílmilmente la operación fue orquestada por el propio Agilulfo que en mayo de 591 obtiene la investidura oficial por parte del pueblo lombardo reunido en Mediolanum (Milán). De hecho Milán se convirtió (junto a la residencia real de Monza) en la nueva capital del reino, en el lugar de Ticinum (Pavía).
De todos modos, la influencia ejercitada por la esposa del nuevo soberano fue de primer orden, tanto que muchos historiadores atribuyen a ambos la decisiones principales de su largo reinado. Teodelinda es, por tanto, la verdadera iniciadora de la dinastía bávara, hija del duque de Baviera, Garibaldo I, y de su esposa Valderada, a su vez hija de Vacone, rey lombardo de la dinastía de los letigios, dio legitimidad de linaje real a sus dos maridos, Autario y Agilulfo, y la dinastía continuará con su hijo Adaloaldo durante cinco generaciones hasta el 712 con Ariperto II.

## Política interior

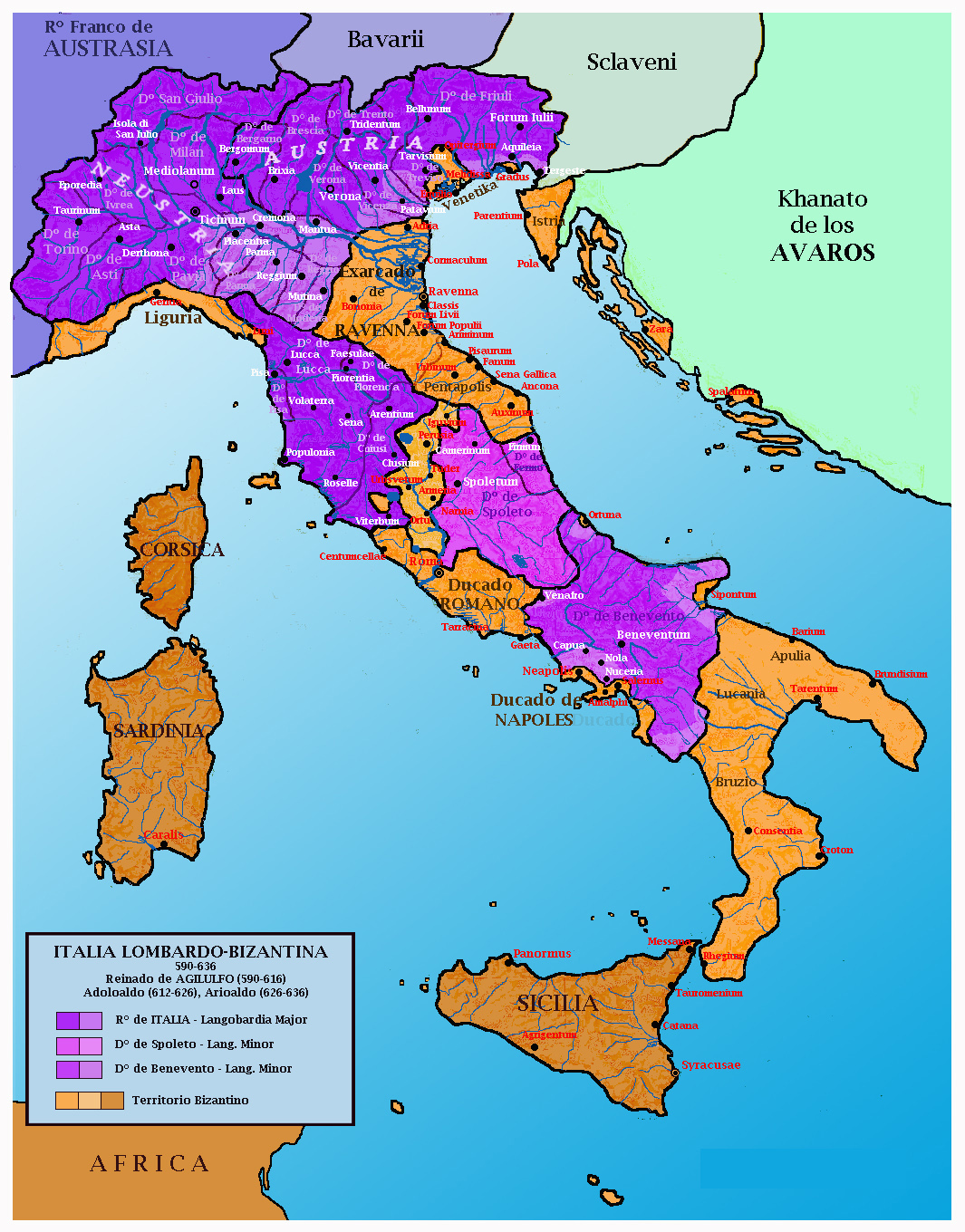
Mapa de los territorios lombardos y bizantinos en Italia entre 590-636

No todos los duques lombardos estaban de acuerdo con el nuevo rey, sobre todo aquellos que habían traicionado a Autario en el 590 para unirse a francos y bizantinos, no la aceptaron inmediatamente como rey, por lo que Agilulfo tuvo que enfrentarse con las armas a la rebelión de algunos duques. Mimulfo, duque de Isla San Giulio, que se había unido a los francos, fue asediado en el 592, apresado, ejecutado  y sustituido por un familiar de Agilulfo. La misma suerte corrió Zangrolfo de Verona, que fue también ejecutado. La rebelión más grave fue la del poderoso duque Gaidulfo de Bérgamo en el 591, que duró hasta el 594. Gaidulfo, que no acudió a la coronación y se mantuvo independiente hasta el 593 se rebeló públicamente y fue asediado por Agilulfo en Bérgamo. Capturado por el rey, fue perdonado al fingir su adhesión a la corona,  huyó de Bérgamo y se rebeló de nuevo refugiándose en la Isla de la Comacina junto a otros duques rebeldes, como Ulfar de Treviso. Finalmente, Agilulfo toma la fortaleza, apresa a los duques rebeldes y los condena a muerte en el 594.
Para reforzar la posición del rey frente a los duques, se introdujo la división administrativa de los gastaldatos (gastaldías), una circunscripción administrativa gobernada por un funcionario de la corte regia, el gastaldo o castaldo, delegado del rey que operaba en el ámbito civil, militar y de justicia, y servía de útil contrapeso a la tendencia independentista de los duques. A pesar de ello los duques continuaron rebelándose; en el 600 se levantó Gaidoaldo de Trento y Gisulfo II del Friul, Agilulfo aplastó la rebelión de 602 con ayuda de los ávaros, aunque en este caso los duques fueron perdonados.
Reforzado por tantas victorias sobre los duques, en el 604 asoció al trono a su hijo Adaloaldo de apenas dos años.  Le ceremonia se desarrolló con un rito de inspiración bizantina, con la explícita intención de Agilulfo de presentarse como rey de toda Italia y no solo de los lombardos, eligió por ello la antigua metrópoli de Mediolanum (en lugar de Pavía). Con esta misma intención se mandó diseñar una corona votiva en la que se inscribió le texto latino Gratia Dei rex totius Italiae. Junto a la reivindicación de la unidad entre lombardos y latinos, por primera vez en la historia de los lombardos aparece la referencia a la voluntad divina en la legitimación del rey.
Bajo el reinado de Agilulfo Italia se recuperó poco a poco de la destrucción de las invasiones anteriores. Monza fue ampliada con una magnífica residencia de verano, un palacio y se construyó la catedral (posteriormente llamada de San Juan Bautista)

## Política exterior
Agilulfo continuó las líneas maestras de la política de su predecesor Autario, evitar la guerra en dos frentes manteniendo sus alianzas con bávaros y ávaros, contentado a los francos con treguas e incluso pagando tributos como señal de sumisión y manteniendo la presión sobre los bizantinos.

### Bávaros
Agilulfo conservó la alianza con los bávaros, ya que Teodelinda era hija del duque Garibaldo I. En el 591 le sucede Tasilón I, aunque se desconoce el parentesco real con su antecesor, parece ser que era familiar cercano y por tanto también de la reina lombarda. Tasilón fue nombrado Rey de Baviera por Childeberto II de Austrasia, lo que parece indicar cierto tipo de sumisión de los bávaros a los francos. Las relaciones fueron más estrechas cuando el hermano de Teodelinda, e hijo de Garibaldo, Gundoaldo, fue nombrado Duque de Asti.

### Ávaros
Hacía el 593 Agilulfo estableció una tregua con los ávaros,   y en el 601, envió al Khan de los ávaros, Bayán I, carpinteros lombardos para construir una flota y firmó un pacem perpetuam (paz eterna), que también incluyó un pacto de ayuda., gracias a este los ávaros ayudaron durante la rebelión de Gisulfo II. A pesar de la tregua los ávaros invadieron de nuevo el Friul en el 610. Gisulfo II murió en batalla y la capital Forum Julii (Cividale del Friuli) fue conquistada, las mujeres y los niños fueron secuestrados y llevados a Panonia, pero mataron a todos los hombres. Los hijos de Gisulfo: Cacón, Tasón, Radoaldo y Grimoaldo lograron escapar.

### Francos
Las relaciones con el reino franco de Austrasia se relajaron, Ewino, el duque de Trento y cuñado de Teodelinda, fue enviado en embajada para concluir un tratado de paz entre ambos reinos. En la misma comitiva el obispo de Trento, Dominico, gestionó a través de la mediación de la reina Brunegilda la compra a Austrasia de la libertad de algunos prisioneros de la última guerra. Posteriormente, en el 604, Agilulfo acordó una "paz perpetua" con Teoderico II del Reino Franco de Borgoña y organizó en 604 el compromiso de su hijo Adaloaldo (de tan solo 2 años) con una hija del rey franco Teodeberto II de Austrasia.  En el 611 Agilulfo renovó la paz con los francos, en ese momento más preocupados de luchar entre ellos.

### Bizantinos
La seguridad exterior en el resto de fronteras permitió a Agilulfo retomar la presión contra los bizantinos, ocupados en esos años también en la lucha contra los persas. Entre el 590 y el 603 se registró un decisivo avance de los lombardos en la península. El duque Ariulfo de Spoleto atacaba el pasillo bizantino y rompió la comunicación entre Roma y Rávena, y amenazaba las murallas romanas. Arechis I de Benevento, atacó el ducado de Nápoles, asedia la ciudad y toma Capua, Venafro, Nola y ataca el Bruzio. El papa Gregorio Magno, viendo la difícil situación busca una paz, por separado del exarca bizantino Romano, en el 592. Romano que no quiere la paz, interviene en una campaña (592-593) atacando y retomando las fortalezas del pasillo bizantino: Sutrium (Sutri), Polimartium (Bomarzo), Horta (Orte), Tuder (Todi), Ameria (Amelia), Perusia (Perugia), Luceolis (Cantiano). Agilulfo debe intervenir en la guerra y sale de Pavía, avanzando por la Emilia, y reconquista los ducados perdidos en tiempo de Autario: Placentia (Piacenza), Parma, Reggium (Reggio) y Mutina (Módena), conquista Perusia (Perugia) cuyo duque, Mauricio, desertó y dejó la ciudad a los lombardos y llegó en el 593 hasta las puertas de Roma. El papa para evitar el saqueo de la ciudad debe reconocer a Agilulfo como rey de Italia y Jefe de la Iglesia Cristiana Arriana y pagarle un tributo de 500 libras de oro. No fue hasta el 598 cuando el exarca Romano es sustituido por Calinico (más político y con tendencia a diálogo), que Gregorio Magno consiguiera un acuerdo a tres partes entre los lombardos, el exarca y el papa. Se restablecía el pasillo bizantino, con las fortalezas en manos del exarca, mientras los lombardos conservaban el control de la Emilia, la tregua duraba un año, aunque se prolongó a un año más.
En el 601 la tregua se rompió por la rebelión de algunos duques del norte, respaldados por los bizantinos. En Parma hicieron prisionero al duque Godescalco y a su esposa, hija del propio Agilulfo, y los enviaron a Rávena. La reacción del rey fue durísima, derrotó y mandó ejecutar a los duques rebeldes, y atacó Patavium (Padua) en territorio bizantino, y la destruyó. A continuación conquistó Ateste (Este), Aquae Patavinorum (Abano Terme) y Mons Selicis (Monselice), mientras sus aliados ávaros y eslavos asolaban Istria. Con la muerte del emperador Mauricio y la subida al trono bizantino de Focas, el exarca Calinico fue llamado de vuelta a Constantinopla, y enviado a Rávena Esmaragdo de nuevo. El nuevo exarca se negó a devolver a la hija y el yerno de Agilulfo, y este reanudó sus ataques, el 21 de agosto de 603, tomó Cremona y el 13 de septiembre entró en Mantua las últimas ciudades bizantinas en la Transpadana. Destruyó la fortaleza de Brexillus (Brescello) amenazando a la propia Rávena. Esmaragdo no tuvo más remedio que ceder y pedir una tregua de nueve meses y devolver los prisioneros, cuando el duque lombardo de Lucca tomó las ciudades de Baleneus Regis (Bagnarea) y Urbs Vetus (Orvieto) el exarca se vio obligado a firmar una paz definitiva y pagar 12.000 sólidos por ella.
Para llegar a una paz definitiva, Agilulfo mandó a Constantinopla una embajada con su propio secretario, Establiciano, que recibió regalos del emperador Focas y confirmó los tratados hechos con el exarca. Esta embajada es la primera que entabla una negociación directa entre el rey lombardo y el emperador bizantino, y de hecho significa el reconocimiento por parte de Bizancio, de la legitimidad lombarda como reyes de Italia. Tras la muerte de Focas, su sucesor Heraclio confirmó la paz entre lombardos y bizantinos por un año más.

## Política religiosa

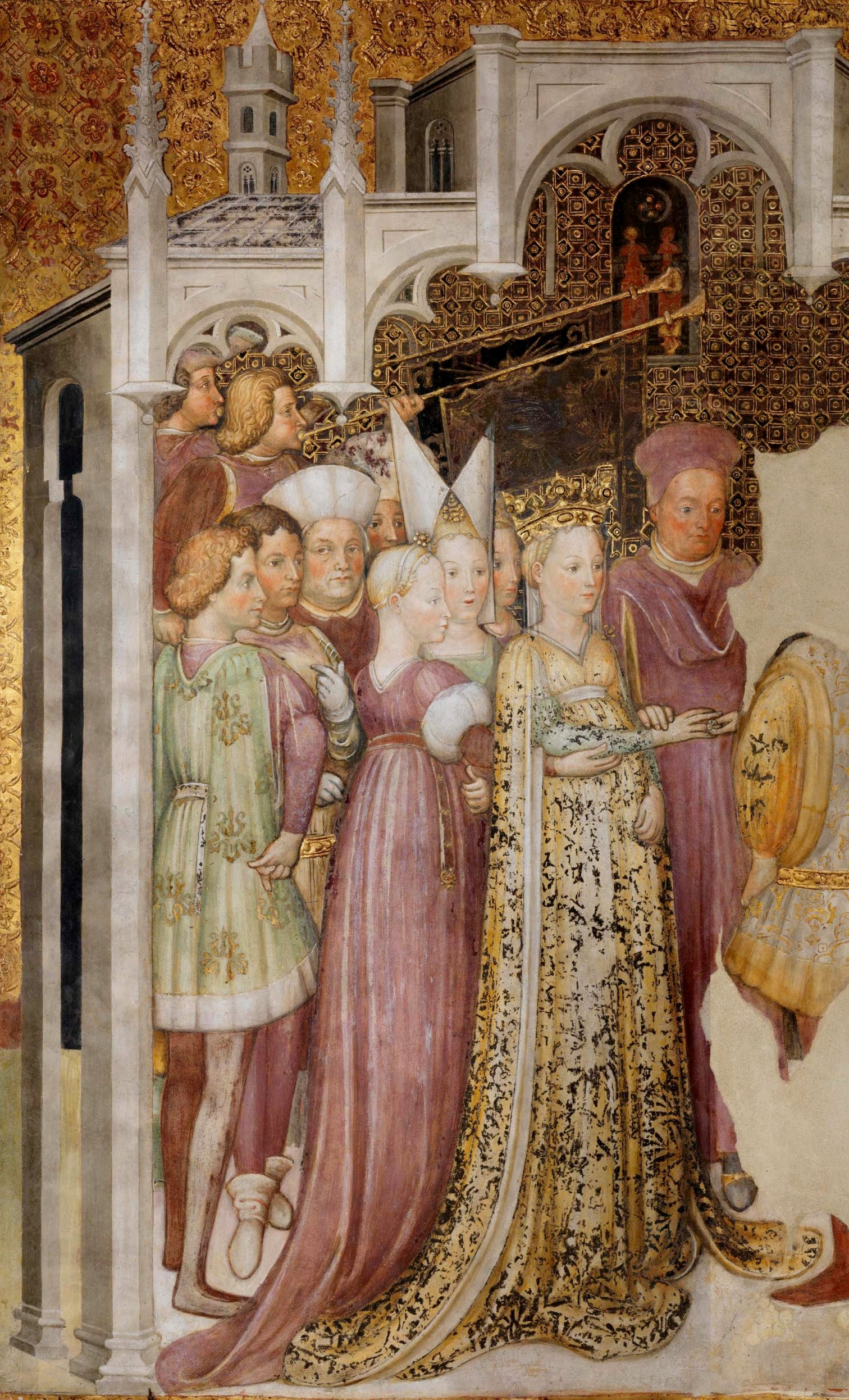
Teodelinda

Aunque Agilulfo era arriano, bajo la influencia de Teodelinda, que era católica, el rey inició la conversión de los lombardos al catolicismo y trabajó para la recomposición de la Iglesia del Cisma de los Tres Capítulos, en el cual estaban implicadas las diócesis de Milán y Aquileia. Al comienzo del reinado de Agilulfo, la controversia Tricapitolina se consolida en el país, y la población, desde el punto de vista religioso, estaba dividida entre católicos, tricapitolinos, arrianos y paganos. Los tricapitolinos son bien acogidos en territorio lombardo, pues podrían representar la base para una iglesia nacional lombarda, independiente de la influencia bizantina. Teodelinda, católica, apoyó a los tricapitolinos, especialmente la figura de Secondo de Non, monje que fue encargado de bautizar por el rito católico al heredero Adaloaldo, y que ejerció de consejero de la corte de Monza. Mientras los obispos católicos se encontraban en el exilio (Costanzo de Milán en Génova, Severo de Aquileia en Grado) el clero menor de sus diócesis era predominantemente tricapitolino, con la muerte de Costanzo en el 600, Agilulfo escribe al Papa con intención de influir en la elección del nuevo obispo. Las relaciones entre el monarca lombardo y el Papa fueron diplomáticas y fluidas a través de la reina Teodelinda, y siempre intentaron llegar a algún acuerdo a pesar de los obstáculos y negativas de los exarcas y el emperador. La muerte de Gregorio en el 604 agravó la controversia, en el 606 la sede vacante del Patriarcado de Aquileia desencadenó el cisma entre católicos ortodoxos y tricapitolinos, el exarca forzó la elección de Candidiano en Grado, pero los tricapitolinos apoyados por los lombardos eligieron a Juan I y restablecieron la antigua sede en Aquileia, de este modo y hasta el 698 el patriarcado tuvo dos sedes, una ortodoxa (Grado) y otra tricapitolina (Aquilieia).
La corrección en las relaciones entre Agilulfo y el Papa llevó a la restitución por parte del rey de los bienes eclesiásticos expropiados y significó el inicio de la integración religiosa y política del reino. Estas buenas relaciones no son ajenas a los propios intereses políticos del papado, coincidentes con los de la monarquía lombarda. Mientras Agilulfo buscaba la legitimidad del dominio lombardo sobre Italia frente al Imperio Bizantino, el papa buscaba la primacía de la sede romana frente a los demás patriarcados cristianos bajo el control de Bizancio, y por tanto la independencia de acción política frente al Exarcado, basándose principalmente en el apoyo franco, pero también en el lombardo y visigodo.
También destaca durante el reinado de Agilulfo la llegada a Italia el monje irlandés Columbano de Luxeuil, llamado por el propio rey, entre otras cosas para mediar en el enfrentamiento entre católicos ortodoxos y tricapitolinos. Además fundó con el permiso real un monasterio en una posición sumamente estratégica que articulaba las comunicaciones entre Liguria y Lombardía en el corazón de los Apeninos. La abadía de Bobbio, en el valle del Trebbia, era un pequeño monasterio, que adoptó la regla de San Columbano, basada en las prácticas monásticas del cristianismo irlandés.

## Final del reinado
Los últimos años del reinado de Agilulfo, tras conseguir la paz con todos su vecinos fueron tranquilos exceptuando las habituales rebeliones de algunos ducados. Sin embargo destaca la sospechosa muerte de Gundoaldo, duque de Asti y hermano de la reina. En su obra el cronista franco Fredegario cuenta que siendo el duque de Asti muy amado por sus súbditos, era un posible obstáculo para la sucesión en el trono de Adaloaldo y por ello fue asesinado por orden de la facción real. Paulus Diaconus, sin embargo refiere el mismo hecho pero sin señalar culpables.
Agilulfo murió en el 616 tras 25 años de gobierno, siendo el primer rey lombardo que murió por causas naturales. Su sucesor, Adaloaldo, aún menor, fue tutelado por su madre Teodelinda que ejerció la regencia.